# Blachownia Śląska
Blachownia Śląska (deutsch: Blechhammer, Medar-Blechhammer) ist ein Stadtteil der Stadt Kędzierzyn-Koźle (Kandrzin-Cosel) im Powiat Kędzierzyńsko-Kozielski (Landkreis Kandrzin-Cosel).

## Geschichte

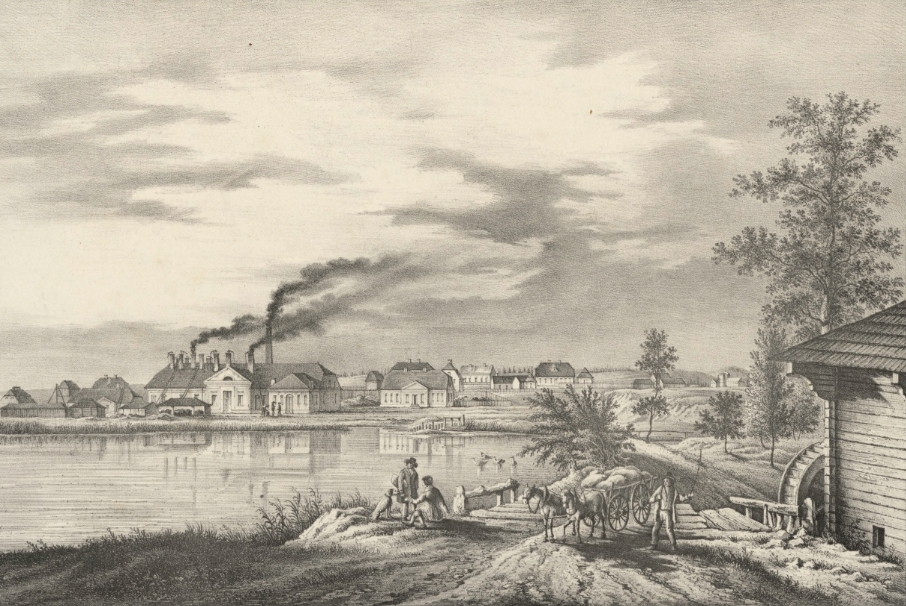
Ortsansicht im 19. Jahrhundert

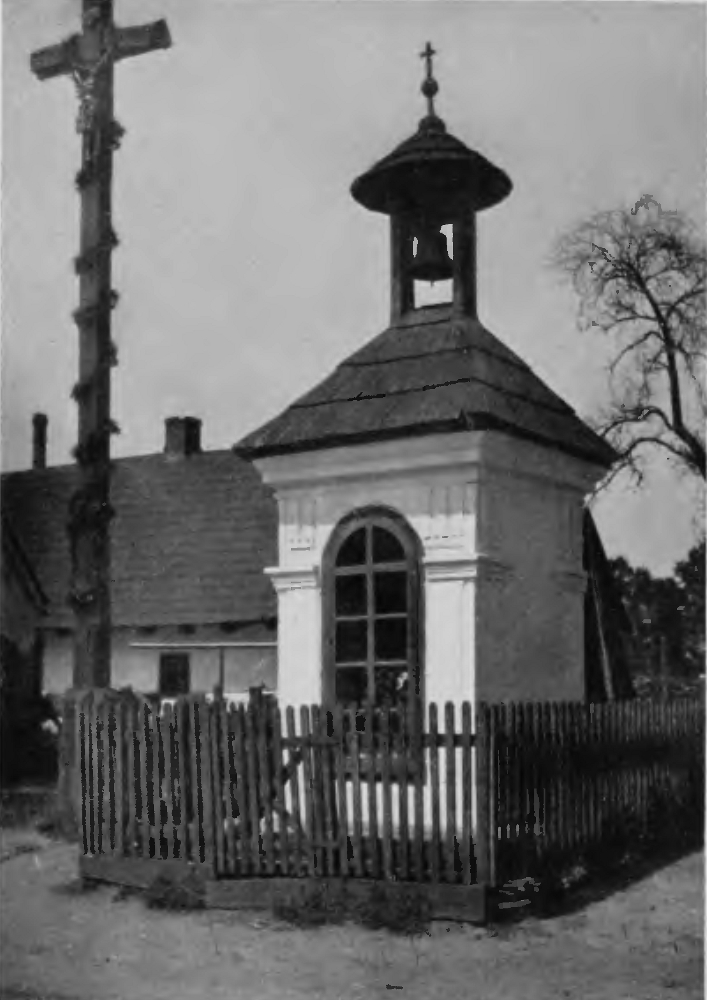
Wegkapelle um 1930

Das herzogliche Eisenwerk in Blechhammer wurde 1719 durch den Grafen Adolf Magnus von Hoym gegründet. 1742 kam der Ort mit dem Großteil Schlesiens an Preußen. Der Ort wurde 1783 im Buch Beyträge zur Beschreibung von Schlesien als Medar und Blechhammer erwähnt und lag im Kreis Tost bzw. Gleiwitz des Fürstentums Oppeln. Es war im Besitz der Prinzessin von Hohenlohe, hatte 190 Einwohner, einen Hochofen, neun Bauern, neun Gärtner und einige Häuslerstellen. Im 19. Jahrhundert wurde Blechhammer zu einem Industrieort.
1865 bestand das Eisenwerk in Blechhammer aus einem Blechwalzwerk, einer Puddlingshütte mit vier Puddelöfen, drei Frischfeuern, einem Dampfhammer und einem Dampfschwanzhammer. Das Dorf Medar hatte sieben Bauern, zwölf Gärtner, 44 Häuslerstellen und eine Schule. Medar-Blechhammer bildete ein Dominium.
Bei der Volksabstimmung in Oberschlesien am 20. März 1921 stimmten 214 Wahlberechtigte für einen Verbleib bei Deutschland und 276 für eine Zugehörigkeit zu Polen. Auf Gut Medar-Blechhammer stimmten 59 für Deutschland und 47 für Polen. Medar-Blechhammer verblieb beim Deutschen Reich.
1939 wurde in Blechhammer die Oberschlesische Hydrierwerke AG gegründet. Ab 1940 begann das Unternehmen mit dem Bau eines riesigen Hydrierwerks, zu dem die Arbeitslager Blechhammer und das KZ Blechhammer gehörte. 1944 fanden mehrere Luftangriffe auf Blechhammer statt. Das Werk blieb jedoch weitgehend unzerstört und wurde nach dem Krieg von den Sowjets vollständig demontiert. Bis 1945 befand sich der Ort im Landkreis Cosel.
1945 kam der bis dahin deutsche Ort unter polnische Verwaltung und wurde in Blachownia Śląska umbenannt und der Woiwodschaft Schlesien angeschlossen. Von 1945 bis 1954 war der Ort Sitz der Gemeinde Blachownia Śląska. 1950 wurde er in die Woiwodschaft Oppeln eingegliedert. 1973 kam der Ort nach Kędzierzyn. 1975 wurde der Ort in die neu gegründete Stadt Kędzierzyn-Koźle eingemeindet. 1999 kam er zum neu gegründeten Powiat Kędzierzyńsko-Kozielski.

## Persönlichkeiten
- Gustav Giemsa (1867–1948), deutscher Chemiker und Bakteriologe, geboren in Medar-Blechhammer